# John Joseph Wright
John Joseph Wright (ur. 18 lipca 1909 w Dorchester, zm. 10 sierpnia 1979 w Cambridge) – amerykański kardynał, malarz, był prefektem Kongregacji ds. Duchowieństwa. Jednym z jego obrazów jest dzieło pt. „Filozof udzielający lekcji w planetarium”.

## Życiorys
Po ukończeniu szkoły w Bostonie rozpoczął studia w Boston College, a potem Seminarium Św. Jana w Brighton. Po ukończeniu obu uczelni został skierowany do Rzymu, gdzie pobierał nauki w Papieskim Kolegium Ameryki Płn., a także Papieskim Uniwersytecie Gregoriańskim. 8 grudnia 1935 otrzymał święcenia kapłańskie z rąk kardynała Francesco Marchetti Selvaggiani. Kontynuował studia i uzyskał tytuł doktora Świętej Teologii. Powrócił do kraju i został wykładowcą na swojej macierzystej uczelni w Brighton. W 1943 otrzymał zadanie bycia osobistym sekretarzem arcybiskupa Bostonu kardynała Williama O’Connella.
10 maja 1947 został biskupem pomocniczym Bostonu. Sakry udzielił mu 30 czerwca, w katedrze Świętego Krzyża, arcybiskup Bostonu Richard Cushing. 28 stycznia 1950 Pius XII mianował go biskupem Worcester. W 1959 przeniesiony do diecezji Pittsburgh. 23 kwietnia 1969 papież Paweł VI powierzył mu Kongregację ds. Duchowieństwa. Stał się jej prefektem, a zarazem najwyższym rangą Amerykaninem w Kurii Rzymskiej. Pięć dni po nominacji podniesiony do rangi kardynała prezbitera z tytułem Gesù Divin Maestro alla Pineta Sacchetti. Zmarł dziesięć lat później i pochowany został w Brookline.